# Vilar de Silva
Vilar de Silva (llamada oficialmente Vilardesilva) es un lugar situado en la parroquia de Pardellán, del municipio español de Rubiana, en la provincia de Orense, Galicia.

## Demografía
| Gráfica de evolución demográfica de Vilar de Silva entre 2000 y 2023 |
|                                                                      |
| Datos según el nomenclátor publicado por el INE.                     |